# Лауро
Лауро (итал. Lauro) — коммуна в Италии, в регионе Кампания, подчиняется административному центру Авеллино.
Население составляет 3629 человек (2008 г.), плотность населения — 327 чел./км². Занимает площадь 11 км². Почтовый индекс — 83023. Телефонный код — 081.
Покровителем коммуны почитается святой Себастьян, празднование 20 января.

## Демография
Динамика населения:

## Администрация коммуны
- Официальный сайт: http://www.comune.lauro.av.it/